# Aglutinační jazyk
Aglutinační jazyk používá pro vyjádření gramatických funkcí afixy (tj. předpony, přípony a vpony), které se přidávají ke kmeni. To je i rysem flektivních jazyků, ale na rozdíl od nich označuje jeden aglutinační afix právě jednu gramatickou funkci. Například v češtině (převážně flektivní jazyk) ve slově kozlů označuje přípona -ů současně množné číslo a 2. pád, přičemž sdružení dvou a více gramatických kategorií v jediném afixu je základní rys typu flekčního. V maďarštině (převážně aglutinační jazyk) ve slově szomszédokra („na sousedy“) přípona -k (-o- je epentetická samohlaska) označuje tedy pouze množné číslo a další přípona -ra označuje allativ, pád odpovídající české předložce „na“.
Žádný jazyk nemůže být nikdy jediného typu, sdružují se v něm vždy rysy typů různých, a tak i v jazycích, které se nepovažují za převážně aglutinační, můžeme najít aglutinační rysy. Např. v češtině jsou rysem aglutinačního typu předpony superlativu, třetího stupně, nej- a záporu ne-.
K základnímu typovému rysu - vyjádření jedné mluvnické kategorie právě jedním závislým morfémem - se pak pojí další typové rysy na úrovni morfologie, syntaxe i fonologie. Klasifikací jazykových typů a jejich rysů se zabývá jazyková typologie, jedna z disciplín srovnávací jazykovědy.
Aglutinační typ patří do typologické skupiny syntetických jazyků. Výraz „aglutinační“ pochází z latinského agglutinare, což znamená slepit.
Typově převážně aglutinační jsou některé jazyky ugrofinské, turkické, drávidské, korejština, japonština a další.
- Ukázka skládání morfémů ve svahilské větě Anamwona. („On ji vidí“):

| a-                  | na-             | mw-                      | -ona              |
| 3. os. j. č. („on“) | přít. průb. čas | obj. 3. os. j. č. („ji“) | sloveso („vidět“) |
- Ukázka skládání morfémů v korejské větě Kasidžiman… („Jde, ale…“):

| ka-                 | si-                | -džiman                 |
| kořen slova („jít“) | zdvořilostní vpona | spojovací sufix („ale“) |
- Ukázka skládání morfémů ve finském slově taloissammekinko? („také v našich domech?“):

| talo-               | i-          | ssa-              | mme-                         | -kin                                           | -ko                                      |
| kořen slova („dům“) | množ. číslo | pád inessiv („v“) | přivlastňovací sufix („náš“) | částicový sufix se zvláštním významem („také“) | částicový sufix s tázacím významem („?“) |
- Ukázka skládání morfémů v ajmarské větě Markajar sarasktwa… („Jdu do své vesnice“):

| marka                               | ja  | r       | sara                  | sk            | t        | wa    |
| kořen podstatného jména („vesnice“) | můj | allativ | kořen slovesa („jít“) | průběhový čas | 1. osoba | fokus |

## Polysyntetické jazyky
Polysyntetické jazyky jsou podtypem aglutinačních. Vyznačují se vyšším koeficientem syntézy a zpravidla mají shodu slovesa s více argumenty (aktanty) a derivační morfologii měnící rekurzivně slovní druh.
Sloveso se v polysyntetických jazycích morfologicky shoduje zpravidla s podmětem nebo agensem a s dalším argumentem valenčního rámce. Podle konkrétního jazyka se druhý argument s morfologickou shodou vybírá podle hierarchie životnosti nebo určitosti.
Polysyntetické jazyky se dělí na afixální a kompozitní. V afixálních jazycích obsahuje každé slovo pouze jednu autosémantickou složku (např. v kečujštině). Kompozitní jazyky mohou obsahovat více autosémantických složek v rámci jednoho slova (např. v mohavštině). Příkladem kompozitní výstavby slova je inkorporace (např. v eskymo-aleutských jazycích). Afixální jazyky se vyvinuly z kompozitních.
Příkladem polysyntetického jazyka jsou eskymácko-aleutské jazyky, např. grónština či většina jazyků indiánských, např. nahuatl, lakotština, kečujština či ajmarština, aglutinační jazyky nepolysyntetické jsou například japonština, altajské jazyky jako turečtina a mongolština nebo jazyky ugrofinské, jako finština a maďarština.